# Hai người vợ
Hai người vợ là một bộ phim truyền hình được thực hiện bởi M&T Pictures do Võ Việt Hùng làm đạo diễn. Phim được chuyển thể từ tiểu thuyết Chữ Trinh của tác giả Hạ Thu. Phim phát sóng vào lúc 20h00 từ thứ 2 đến thứ 7 hàng tuần, bắt đầu từ ngày 2 tháng 1 năm 2016 và kết thúc vào ngày 6 tháng 2 năm 2016 trên kênh THVL1.

## Nội dung
Hai người vợ xoay quanh câu chuyện của Trinh Trinh (Quỳnh Lam) và Dạ Thảo (Ngọc Lan) với hai xuất thân, hai hoàn cảnh khác nhau nhưng có chung một người chồng là Thế Khải (Thanh Duy). Dù Thế Khải đã đem lòng yêu Dạ Thảo, tuy nhiên anh vẫn phải cưới Trinh Trinh, con gái của ông Phát vì lời giao ước xưa giữa hai gia đình. Không đành lòng phụ bạc người yêu, cũng không thể làm khác hơn trước ân nghĩa quá lớn của ông Phát, Khải đành cưới Trinh Trinh. Quá đau lòng, Dạ Thảo sau đó đã bất đắc dĩ lấy Tỉn (Đinh Hữu Tài)  – như là một cách để chôn vùi nỗi đau trong mình. Nhưng khi Thảo chuẩn bị phát thiệp hồng thì Khải bất ngờ quay về bên cô bởi anh không tìm được hạnh phúc với Trinh Trinh, khi biết rằng vợ không còn trinh trắng, vẹn nguyên khi về với mình. Bởi sự tự ái của một gã đàn ông gia trưởng, sự tức giận vì cho rằng ba má Trinh muốn gài mình "đổ vỏ", Khải đã đay nghiến Trinh, hành hạ cô và tìm về với Dạ Thảo...

## Diễn viên
- Ngọc Lan trong vai Dạ Thảo[1]
- Thanh Duy trong vai Thế Khải[3]
- Quỳnh Lam trong vai Trinh Trinh[5]
- Hoàng Trinh trong vai Bà Duy
- Đinh Hữu Tài trong vai Tín
- Quốc Trầm trong vai Hoài Ân
- Bảo Trúc trong vai Tuyết Ngân
- Ôn Bích Hằng trong vai Bà Năm
- Thiên Thanh trong vai Trang
- Thanh Hiền trong vai Bà Nội Tín

Cùng một số diễn viên khác....

## Nhạc phim
Bài hát trong phim là ca khúc "Tình sầu" do Phạm Hải Đăng sáng tác và Hà Vân thể hiện.

## Giải thưởng
| Năm  | Giải thưởng   | Hạng mục                 | (Người) đề cử | Kết quả | Tham khảo   |
| ---- | ------------- | ------------------------ | ------------- | ------- | ----------- |
| 2016 | Giải Mai Vàng | Nữ diễn viên truyền hình | Quỳnh Lam     | Đề cử   | [ 7 ] [ 8 ] |
| 2016 | Giải Mai Vàng | Phim truyền hình         | —             | Đề cử   | [ 7 ] [ 8 ] |